# Molliens-au-Bois
Molliens-au-Bois est une commune française située dans le département de la Somme, en région Hauts-de-France.

## Géographie

### Localisation
Molliens-au-Bois est un village picard de l'Amiénois.
Limitrophe de Villers-Bocage, la localité est située à 12 km au nord-est d'Amiens, 13 km au nord-ouest de Corbie, 19 km à l'ouest d'Albert, 19 km au sud-est de Doullens et à 44 km au sud-ouest d'Arras.
Le territoire de la commune est limitrophe de ceux de sept communes.
Les communes limitrophes sont Mirvaux, Montigny-sur-l'Hallue, Pierregot, Rainneville, Rubempré, Saint-Gratien et Villers-Bocage.

### Hydrographie
La commune est située dans le bassin Artois-Picardie. Elle n'est drainée par aucun cours d'eau.

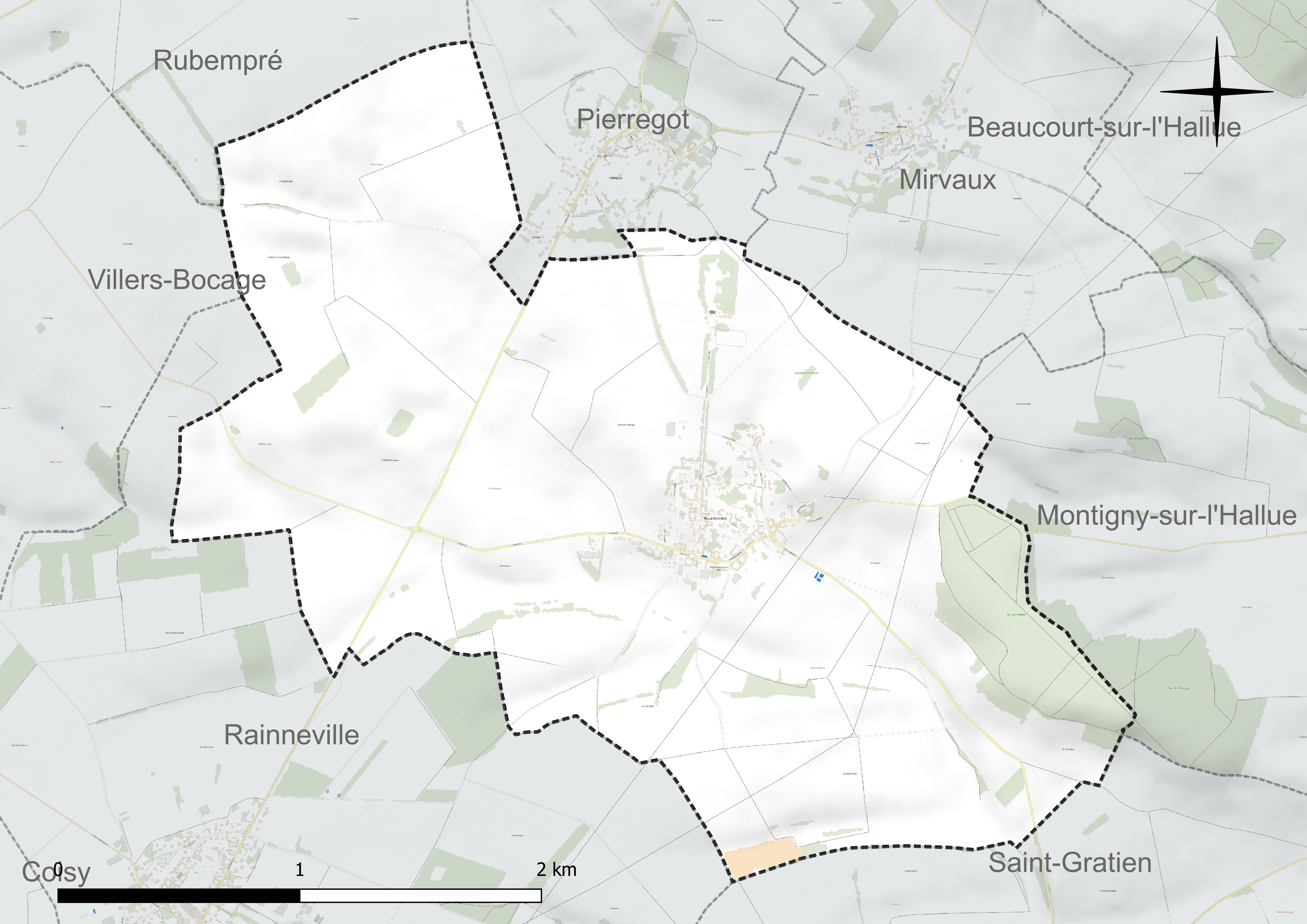
Réseau hydrographique de Molliens-au-Bois.

### Climat
Pour des articles plus généraux, voir Climat des Hauts-de-France et Climat de la Somme.
En 2010, le climat de la commune est de type climat océanique dégradé des plaines du Centre et du Nord, selon une étude du CNRS s'appuyant sur une série de données couvrant la période 1971-2000. En 2020, Météo-France publie une typologie des climats de la France métropolitaine dans laquelle la commune est exposée à un climat océanique et est dans la région climatique Nord-est du bassin Parisien, caractérisée par un ensoleillement médiocre, une pluviométrie moyenne régulièrement répartie au cours de l'année et un hiver froid (3 °C).
Pour la période 1971-2000, la température annuelle moyenne est de 10 °C, avec une amplitude thermique annuelle de 14,1 °C. Le cumul annuel moyen de précipitations est de 769 mm, avec 12,4 jours de précipitations en janvier et 8,4 jours en juillet. Pour la période 1991-2020, la température moyenne annuelle observée sur la station météorologique la plus proche, située sur la commune de Glisy à 12 km à vol d'oiseau, est de 11,1 °C et le cumul annuel moyen de précipitations est de 646,6 mm,. Pour l'avenir, les paramètres climatiques de la commune estimés pour 2050 selon différents scénarios d'émission de gaz à effet de serre sont consultables sur un site dédié publié par Météo-France en novembre 2022.

## Urbanisme

### Typologie
Au 1er janvier 2024, Molliens-au-Bois est catégorisée commune rurale à habitat dispersé, selon la nouvelle grille communale de densité à sept niveaux définie par l'Insee en 2022.
Elle est située hors unité urbaine. Par ailleurs la commune fait partie de l'aire d'attraction d'Amiens, dont elle est une commune de la couronne,. Cette aire, qui regroupe 369 communes, est catégorisée dans les aires de 200 000 à moins de 700 000 habitants,.

### Occupation des sols
L'occupation des sols de la commune, telle qu'elle ressort de la base de données européenne d'occupation biophysique des sols Corine Land Cover (CLC), est marquée par l'importance des territoires agricoles (91,7 % en 2018), une proportion identique à celle de 1990 (91,7 %). La répartition détaillée en 2018 est la suivante : 
terres arables (91,6 %), forêts (4,7 %), zones urbanisées (3,6 %), prairies (0,1 %). L'évolution de l'occupation des sols de la commune et de ses infrastructures peut être observée sur les différentes représentations cartographiques du territoire : la carte de Cassini (XVIIIe siècle), la carte d'état-major (1820-1866) et les cartes ou photos aériennes de l'IGN pour la période actuelle (1950 à aujourd'hui).

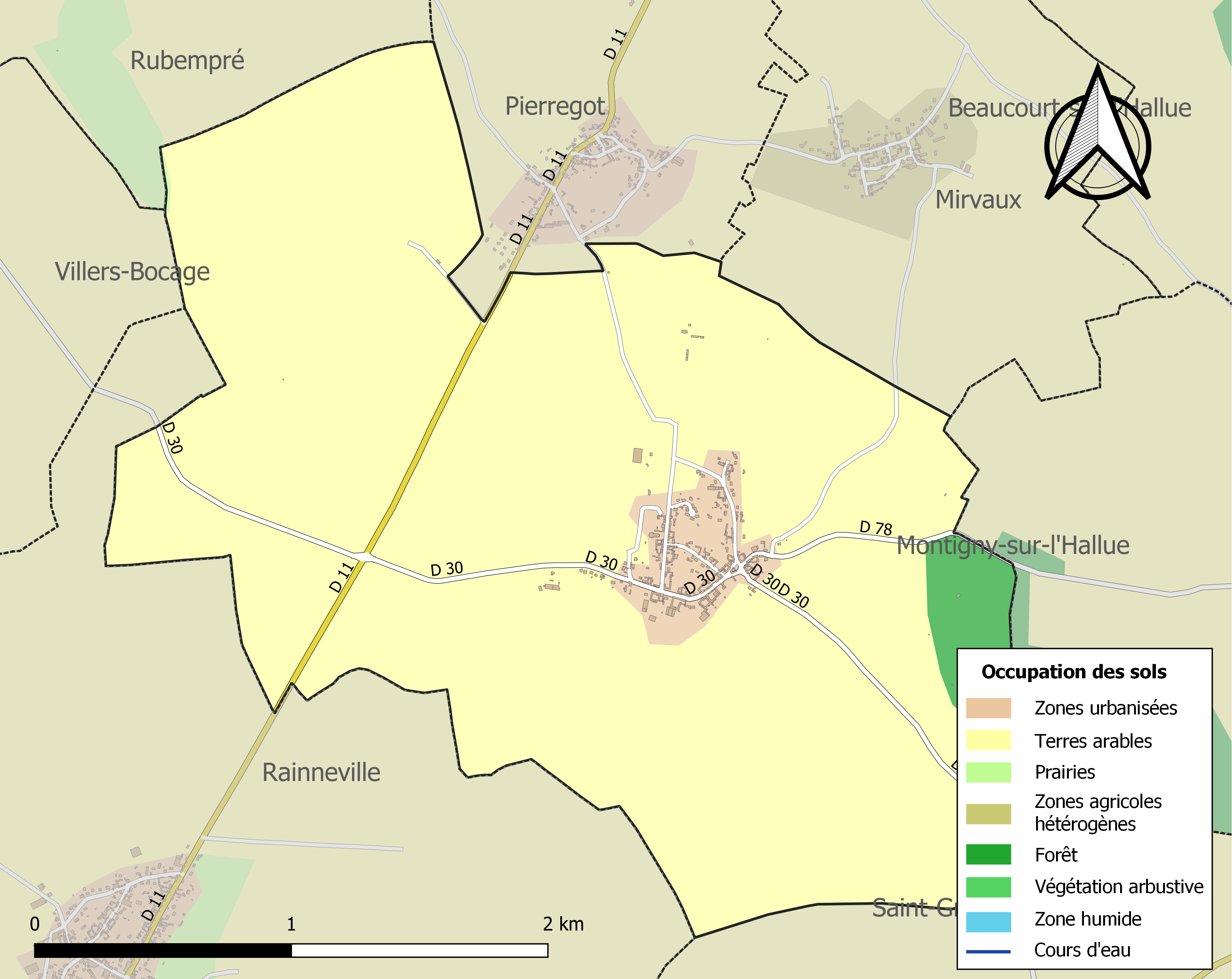
Carte des infrastructures et de l'occupation des sols de la commune en 2018 (CLC).

### Voies de communication et transports
Le village est accessible par l'axe Amiens - Arras, la route départementale 919 (RD 919) et les routes départementales 11 et 30.
La localité est desservie par la ligne d'autocars no 23 (Doullens - Beauquesne - Amiens) du réseau Trans'80, Hauts-de-France, tous les jours sauf le dimanche et les jours fériés.

## Toponymie
Le nom de la localité est attesté sous les formes Moiliens (1079) ; Moliens (1155) ; Moyliens (1247) ; Moliens-au-Bois (1507) ; Morliens, Morlyens (XIVe siècle) ; Mollien (1657) ; Molien (1579) ; Moliens-au-bos (1696) ; Molien-au-bois (1720) ; Molliens-aux-bois (1757) ; Molliens-au-Bois (1728) ; Molliens-les-Pierregot (1773) ; Mouliens-au-Bois (1778).
Molliens est issu du gaulois *medio-lanno « sanctuaire central ». L'interprétation actuelle est plutôt « sanctuaire entre deux » ou intermédiaire, à mi-lieu.

## Histoire

### Seigneurie
La seigneurie relevait de Vignacourt, mouvant de Picquigny, à cause du comté de Corbie et elle était tenue en deux fiefs en 1539 et "noblement en quatre fiefs chacun en plein hommage" en 1733. Elle se composait de 300 journaux de terre, 12 journaux de prés et 7 de bois en 1695.
Les premiers seigneurs de Molliens en portaient le nom ; on trouve Jean et Frodo de Molliens en 1153 ; en 1334, Jean de Haveskerque était seigneur de Molliens.

#### Famille de Créquy
Jean de Créquy épousa en 1366 Jeanne de Haveskerque, dame de Mollieus, Villers-Bocage et autres lieux. Jean de Créquy, dit "Le Jeune" combat et trouve la mort à la bataille d'Azincourt en 1415. La famille de Créquy se succéda dans la seigneurie qui échut ensuite par successions à la famille de Blanchefort-Créquy : Antoine de Blanchefort, petit-fils de Jean VIII de Créquy, hérita de tous les biens de la maison de Créquy à condition pour lui et ses successeurs d'en garder le nom et les armes. Marguerite de Créquy épouse de Charles-Belgique de La Trémouille, duc de Thouars, vendit Molliens en 1695 à François du Fresne, écuyer, seigneur de Fontaine-le-Sec. Joseph du Fresne, son petit-fils, le vendit en 1765 à Philippe Jacques Poujol, écuyer, qui le possédait encore à la Révolution.

#### Famille Poujol
Philippe Jacques Poujol de Molliens, reçu secrétaire du roi en 1765, était encore en charge lors de l'abolition de sa compagnie en 1790 ; il est mort en 1803.
Gabriel Poujol, maire de Molliens, son petit-fils, a épousé en mars 1874 Marie Louise Honorine Boistel du Belloy, dont il a eu : Marguerite Marie Josèphe née à Amiens le 7 août 1876.

## Politique et administration

### Intercommunalités
La commune fait partie de la communauté de communes du Territoire Nord Picardie après avoir fait partie de la communauté de communes Bocage Hallue de 1999 à 2017.

### Liste des maires
| Période                                  | Période                      | Identité          | Étiquette | Qualité                        |
| ---------------------------------------- | ---------------------------- | ----------------- | --------- | ------------------------------ |
| Les données manquantes sont à compléter. |                              |                   |           |                                |
| en cours en 1981                         |                              | Jean Quignon      |           |                                |
| Les données manquantes sont à compléter. |                              |                   |           |                                |
| mars 2001                                | 2008                         | Jean-Pierre Valet |           |                                |
| mars 2008                                | 2014                         | Bernard Fontaine  |           |                                |
| 2014                                     | En cours (au 8 octobre 2020) | Frédéric Avisse   |           | Réélu pour le mandat 2020-2026 |

### Politique de développement durable

#### Distinctions et labels
Classement au concours des villes et villages fleuris : une fleur récompense en 2015  les efforts locaux en faveur de l'environnement.

## Population et société

### Démographie
L'évolution du nombre d'habitants est connue à travers les recensements de la population effectués dans la commune depuis 1793. Pour les communes de moins de 10 000 habitants, une enquête de recensement portant sur toute la population est réalisée tous les cinq ans, les populations de référence des années intermédiaires étant quant à elles estimées par interpolation ou extrapolation. Pour la commune, le premier recensement exhaustif entrant dans le cadre du nouveau dispositif a été réalisé en 2006.

En 2022, la commune comptait 345 habitants, en évolution de +7,48 % par rapport à 2016 (Somme : −1,26 %, France hors Mayotte : +2,11 %).
| 1793 | 1800 | 1806 | 1821 | 1831 | 1836 | 1841 | 1846 | 1851 |
| ---- | ---- | ---- | ---- | ---- | ---- | ---- | ---- | ---- |
| 544  | 401  | 637  | 709  | 602  | 614  | 613  | 632  | 591  |

| 1856 | 1861 | 1866 | 1872 | 1876 | 1881 | 1886 | 1891 | 1896 |
| ---- | ---- | ---- | ---- | ---- | ---- | ---- | ---- | ---- |
| 575  | 545  | 535  | 507  | 473  | 442  | 435  | 385  | 367  |

| 1901 | 1906 | 1911 | 1921 | 1926 | 1931 | 1936 | 1946 | 1954 |
| ---- | ---- | ---- | ---- | ---- | ---- | ---- | ---- | ---- |
| 354  | 311  | 293  | 253  | 222  | 220  | 209  | 193  | 197  |

| 1962 | 1968 | 1975 | 1982 | 1990 | 1999 | 2006 | 2011 | 2016 |
| ---- | ---- | ---- | ---- | ---- | ---- | ---- | ---- | ---- |
| 205  | 192  | 208  | 195  | 315  | 326  | 332  | 335  | 321  |

| 2021 | 2022 | - | - | - | - | - | - | - |
| ---- | ---- | - | - | - | - | - | - | - |
| 339  | 345  | - | - | - | - | - | - | - |

### Enseignement
Il n'y a plus d'établissement scolaire à Molliens-au-Bois.
Le regroupement pédagogique concentré (RPC) de Beauvoir associe les villages de Cardonnette, Coisy, Molliens-au-Bois et Rainneville. Il compte environ 175 élèves répartis de la petite section de maternelle au CM2.
Les locaux sont situés à Rainneville, rue du stade.

## Culture locale et patrimoine

### Lieux et monuments

#### Église paroissiale Saint-Léger
L'église Saint-Léger de style néo-gothique fut construite de 1870 à 1872, aux frais de Marie-Colette-Amélie Poujol de Molliens, sous la direction de l'architecte Victor Delefortrie. Son plan a la forme d'une croix latine, sans bas-côté, avec un clocher-porche surmonté d'une haute flèche octogonale et flanqué de deux tourelles, dont celle de droite enferme l'escalier d'accès aux cloches.

#### Château
Il a succédé à un édifice disparu. Le château actuel a été reconstruit en 1840 et restauré après la Seconde Guerre mondiale.

#### Chapelle castrale
C'est le seul vestige du château des du Fresne de Fontaine construit vers 1760. Sépulture de la famille Poujol de Molliens, la plus ancienne mention date de 1803.

### Héraldique
| Blason de Molliens-au-Bois | Blason  | D'or à l'arbre de sinople ; chapé d'azur chargé de deux bouquets de trois roseaux à massette tigés et feuillés d'or, chacun soutenu d'un croissant d'argent. |
| Blason de Molliens-au-Bois | Détails | Le statut officiel du blason reste à déterminer. |